# River Stour (Pegwell Bay)
Der River Stour ist ein Wasserlauf in Kent im Südosten Englands. 
Der Great Stour entsteht östlich von Lenham, fließt zunächst in südlicher Richtung, unterquert die Autobahn M20 motorway und wendet sich dann in südöstlicher Richtung, bis er Ashford erreicht, wo der East Stour River in ihn mündet. Er fließt dann in einer nördlichen bis nordwestlichen Richtung bis nach Canterbury. Weiter im Osten mündet der Little Stour, und der Fluss wird nun nur noch als River Stour bezeichnet. Dann erreicht er den ehemaligen Wantsum Channel, der einst die Insel Thanet vom Festland abschnitt. Nach einer großen Schleife nach Süden bis nach Sandwich, die beim einstigen Richborough Port durch den 1775–1776 künstlich angelegten Stonar Cut abgeschnitten wird, mündet der Stour in der Pegwell Bay in die Straße von Dover.
Vor seiner allmählichen Versandung war der Stour die Zufahrt zu den Häfen von Canterbury und Sandwich, und im Ersten Weltkrieg wurde nördlich von Sandwich der geheime Militärhafen Richborough Port am Stour angelegt.
Bekannt wurde der Fluss auch wegen der Wassermühlen, die seine Wasserkraft nutzten. Viele Gebäude sind bis heute erhalten geblieben, aber nur wenige Mühlen sind noch in Betrieb.